# حسام‌الدین لاجین
ملک منصور حسام‌الدین لاجین (به عربی: السلطان الملك المنصور أبو الفتوح حسام الدين لاجين بن عبد الله المنصوري) (درگذشت: ۱۶ ژانویه ۱۲۹۹ در قاهره) یازدهمین سلطان فرمانروایی ممالیک مصر بود.

## پیش از سلطنت
لاجین از جمله ممالیک المنصور علی به‌شمار می‌رفت و با نام شقیر شناخته می‌شد. پس از آن‌که نورالدین علی توسط بیبرس به شهر نیقیه که در آن زمان بخشی از امپراتوری بیزانس بود، تبعید شد، قلاوون الفی او را خریده و به لاجین صغیر ملقب نمود. سپس او را آزاد نموده و هنگامی که به پادشاهی رسید، او را به نیابت دمشق گمارد و یکی از دخترانش را به ازدواج او درآورد. هنگامی که امیر سیف‌الدین سنقر اشقر بر ضد سلطان قلاوون شورید و خود را سلطان دمشق اعلام نمود، قلاوون لاجین را دستگیر نموده و مدتی او را زندانی کرد؛ سپس پس از شکست سنقر اشقر او را مورد بخشش قرار داد.
لاجین برای مدت یازده سال نایب دمشق بود تا آن که سلطان اشرف خلیل او را برکنار و به‌همراه گروهی از امیران، از جمله سنقر اشقر، دستگیر نمود، اما هنگامی که به اعدام محکوم شده بود، با میانجی‌گری یکی از ممالیک منصور قلاوون از سوی اشرف خلیل مورد بخشش قرار گرفت و به فرماندهی اسلحه‌خانه (جایگاهی که پیش از نیابت دمشق داشت) برگزیده شد.
در سال ۱۲۹۳، لاجین از جمله امیرانی به‌شمار می‌رفت که به توطئه برای کشتن سلطان اشرف خلیل متهم شده بودند. بنابراین پنهان شد و پس از کشته شدن سلطان خلیل، با برگماری سلطان الناصر ناصرالدین محمد بن قلاوون به پادشاهی و با میانجی‌گری زین‌الدین کتبغا که نایب‌السلطنه بود، به قاهره بازگشت که این شفاعت کتبغا به شورش ممالیک اشرف خلیل انجامید. در پی آن، لاجین به کتبغا توصیه نمود تا پیش از آن که ممالیک اشرف خلیل یا سلطان الناصر پس از رسیدن به سن به بلوغ از او انتقام بگیرند، خود بر تخت پادشاهی تکیه زند. زین‌الدین کتبغا در سال ۱۲۹۵ به توصیه لاجین و پس از کنار زدن سلطان الناصر، بر تخت فرمانروایی ممالیک نشست و لاجین را نیز به‌عنوان نائب‌السلطنه تعیین نمود.